# (1572) Posnania
(1572) Posnania – planetoida z pasa głównego planetoid, okrążająca Słońce w ciągu 5 lat i 171 dni w średniej odległości 3,1 au.
Została odkryta 22 września 1949 w Obserwatorium Astronomicznym Uniwersytetu im. Adama Mickiewicza w Poznaniu przez Jerzego Dobrzyckiego i Andrzeja Kwieka.
Nazwa planetoidy pochodzi od łacińskiej nazwy miasta Poznań. Przed nadaniem nazwy planetoida nosiła oznaczenie (1572) 1949 SC.